# Староянзигитово
Староянзигитово (баш. Иҫке Йәнйегет) — село  в Краснокамском районе Республики Башкортостан Российской Федерации. Входит в состав Новоянзигитовского сельсовета.

## География
Находится на берегу реки Белой.

### Географическое положение
Расстояние до:
- районного центра (Николо-Берёзовка): 58 км,
- ближайшей ж/д станции (Нефтекамск): 51 км.

## История
Село под названием Янзигитово было основано в начале XVII века башкирами Гарейской волости Бирского уезда Оренбургской губернии на собственных вотчинных землях. В конце 18 века по договору о припуске здесь поселились тептяри.
Административный центр упразднённого в 2008 году Староянзигитовского сельсовета.

## Население
| 2002 | 2009 | 2010 |
| ---- | ---- | ---- |
| 317  | ↗602 | ↘529 |

### Национальный состав
Согласно переписи 2002 года, преобладающая национальность — башкиры (90 %).

## Инфраструктура
Личное подсобное хозяйство с зоной сельскохозяйственного использования, индивидуальная застройка усадебного типа.
Основа экономики — сельское хозяйство.
МБОУ СОШ с. Староянзигитово.

## Достопримечательности
Воинам погибшим в годы Великой Отечественной войны

## Транспорт
Остановка общественного транспорта «Староянзигитово». 
Паромная и ледовая переправа

## Религия
В селе есть мечеть Сулейман.

## Известные уроженцы
- Гараев, Филюс Фазлиахметович (1941–1990) — певец. Народный (1987) и заслуженный (1978) артист Башкирской АССР.
- Гумеров Барый Гаффанович — председатель колхоза «Агидел». Заслуженный работник сельского хозяйства Башкирской АССР, почетный гражданин Краснокамского района. Награжден орденом Трудового Красного Знамени и двумя орденами «Знак Почета».
- Галяутдинов Аглетдин Галяутдинович — участвовал в войне против Японии, в освобождении Южной Манчжурии, Китая и Кореи от японских захватчиков. За проявленное мужество и героизм был награжден орденом Отечественной войны II степени, медалью ЖУКОВА, медалью «За отвагу».